# Boer (beroep)

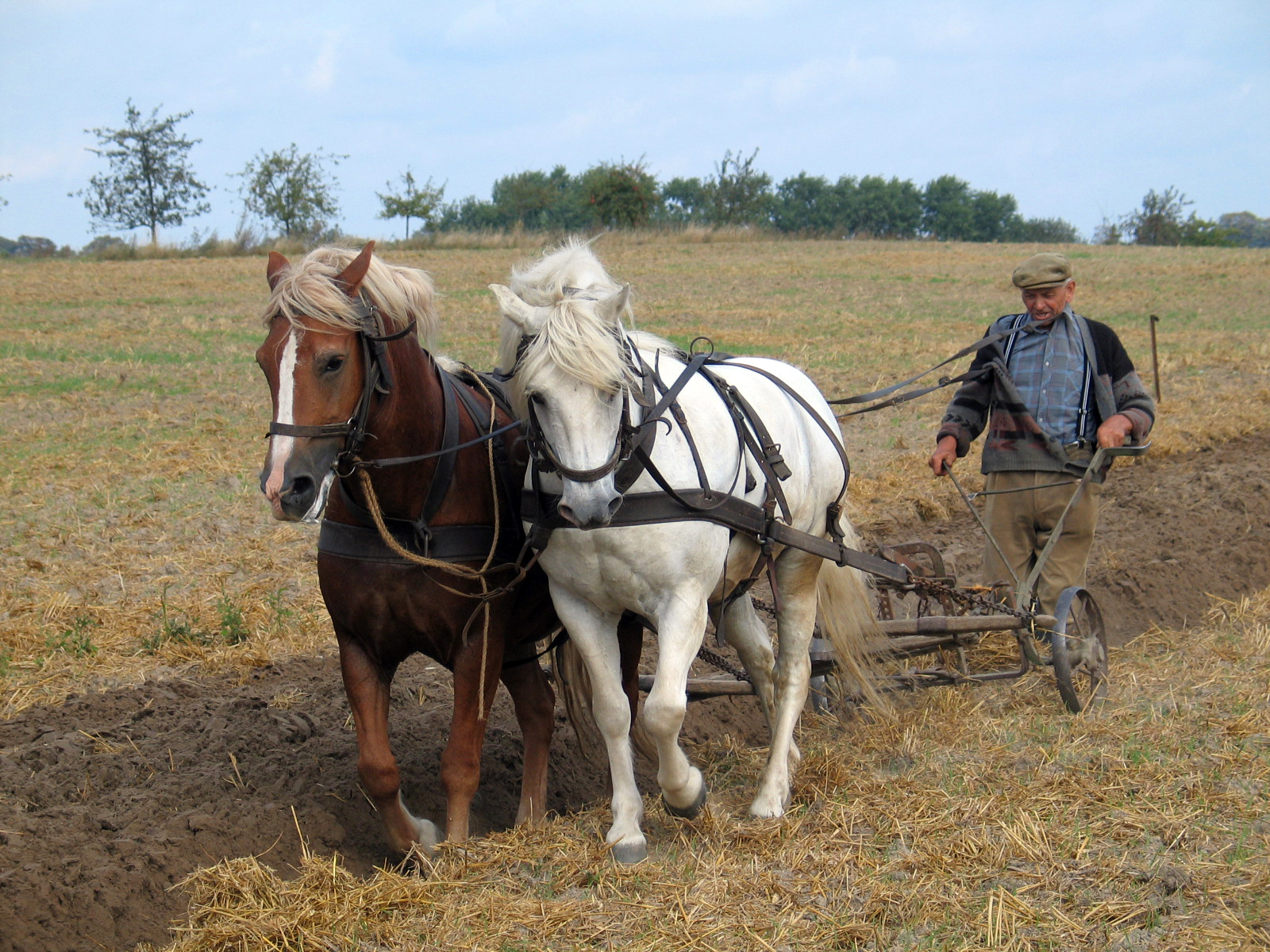
Ploegende boer

Een boer of boerin is iemand die leeft van de landbouw of veeteelt. Een boer die zich alleen maar bezighoudt met veeteelt is een veehouder; een akkerbouwer of agrariër is een boer die zich uitsluitend bezighoudt met het verbouwen van gewassen, maar een tuinder of kweker wordt in de regel geen boer genoemd. Een boer met weinig land of weinig dieren wordt wel een keuterboer genoemd. Iemand die op andermans land in loondienst werkt, is een landarbeider. Een autarkische boer voorziet alleen zichzelf en de directe omgeving van voedselgewas, maar moderne boeren kunnen genoeg handelsgewassen produceren om grote groepen mensen wereldwijd van voedsel te voorzien.

## Nederland

### Cijfers
Tussen 1980 en 2004 is het aantal agrarische bedrijven in Nederland sterk gedaald. In 1980 waren er 144.994 landbouwbedrijven, daarvan waren er in 2004 nog 83.885 over. Ook het aantal mensen werkzaam in de landbouw is gedurende die jaren sterk afgenomen: van 265.467 in 1980 tot 167.824 in 2004. Het grootste akkerbouwbedrijf in Nederland is de maatschap Koninklijke Maatschap Wilhelminapolder uit het Zeeuwse Wilhelminadorp met 1900 hectare grond, waarvan 1400 hectare landbouwgrond. Een van de grootste veeteeltbedrijven ligt in het Limburgse Vredepeel, waar 2250 koeien melk geven. Varkenshouder Van Genugten in Best heeft ruim 33.000 varkens. De grootste pluimveehouder was Van Deurzen uit Groesbeek met 300.000 kippen. Na jarenlange procedures door omwonenden en de milieubeweging werd dit bedrijf uiteindelijk gesloten.

### Opleiding
Er zijn verscheidene opleidingen om agrariër te worden. De Agrarisch opleidingscentra (AOC's) verzorgen de agrarische beroepsopleidingen. Het Wageningen University & Research centre in Wageningen verzorgt wetenschappelijke opleidingen en leidt niet direct op tot het beroep van boer alhoewel sommige afgestudeerden een eigen boerenbedrijf hebben. Tevens staat in Dronten de CAH Vilentum Hogeschool.

## Geschiedenis
De boer of agrariër is ontstaan in de neolithische revolutie toen de mens in plaats van te jagen sedentair werd. Gedurende de middeleeuwen verloren veel boeren hun vrijheid door het feodale stelsel. Enkele boeren wisten zich te handhaven en behielden hun vrijheid en hun erf. Deze weerboeren (wehrbauer) gingen in de late middeleeuwen over tot het pachten van grond van adellijke grondbezitters. De onvrije boeren volgden later. Hierdoor ontstond in Noord-Nederland en Noord-Duitsland een groot verschil in aanzien en invloed tussen herenboeren, keuterboeren en landarbeiders. In de negentiende eeuw leidde dit verschil tot sociale spanningen in met name Friesland, Drenthe en Groningen.
- Bioscoopjournaal uit 1946. Middelbare scholieren uit de stad helpen in hun vakantie boeren op het land.

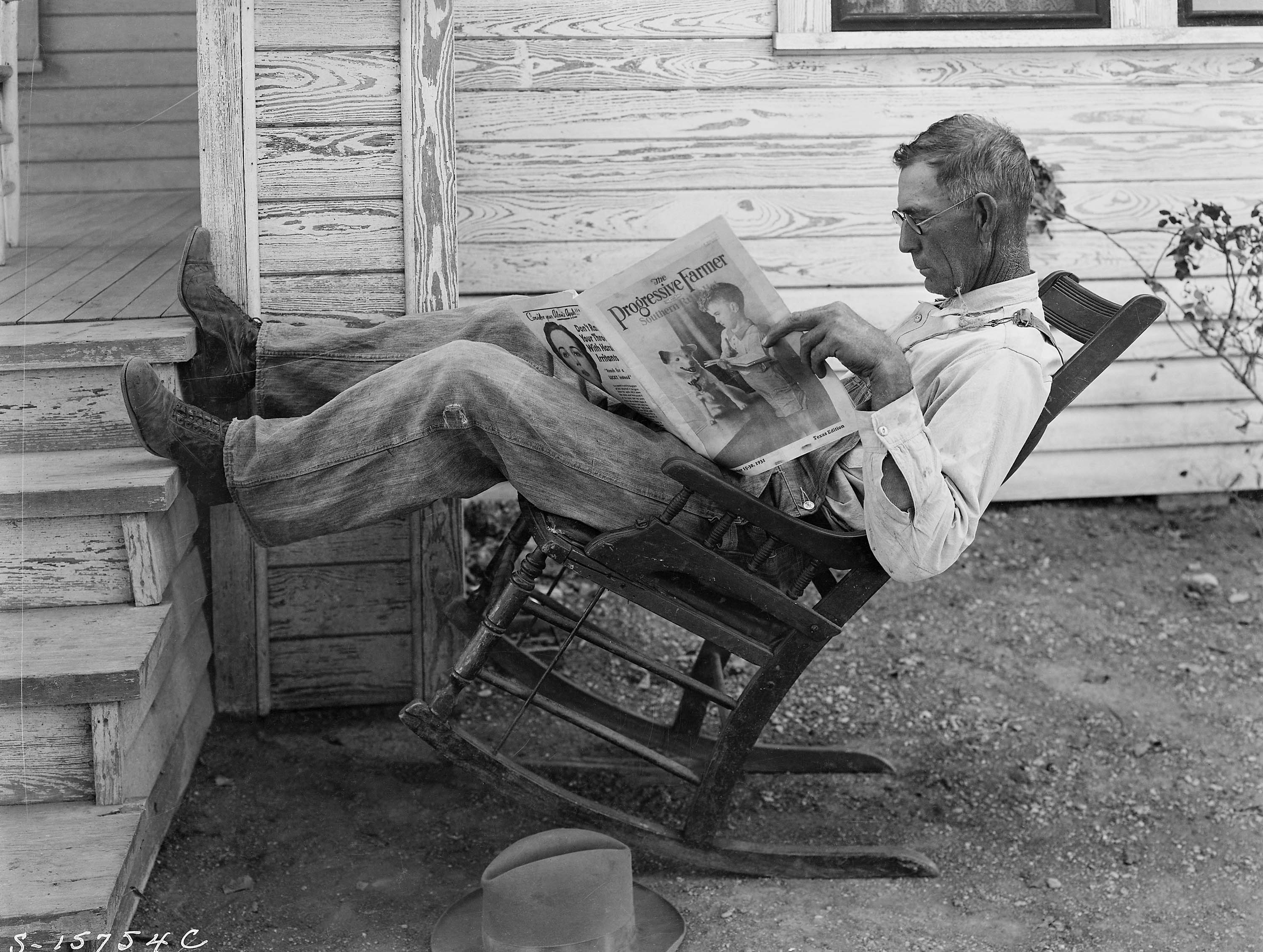
Een Amerikaanse boer in een schommelstoel leest de Progressive Farmer. Foto: G. W. Ackerman, 1931.
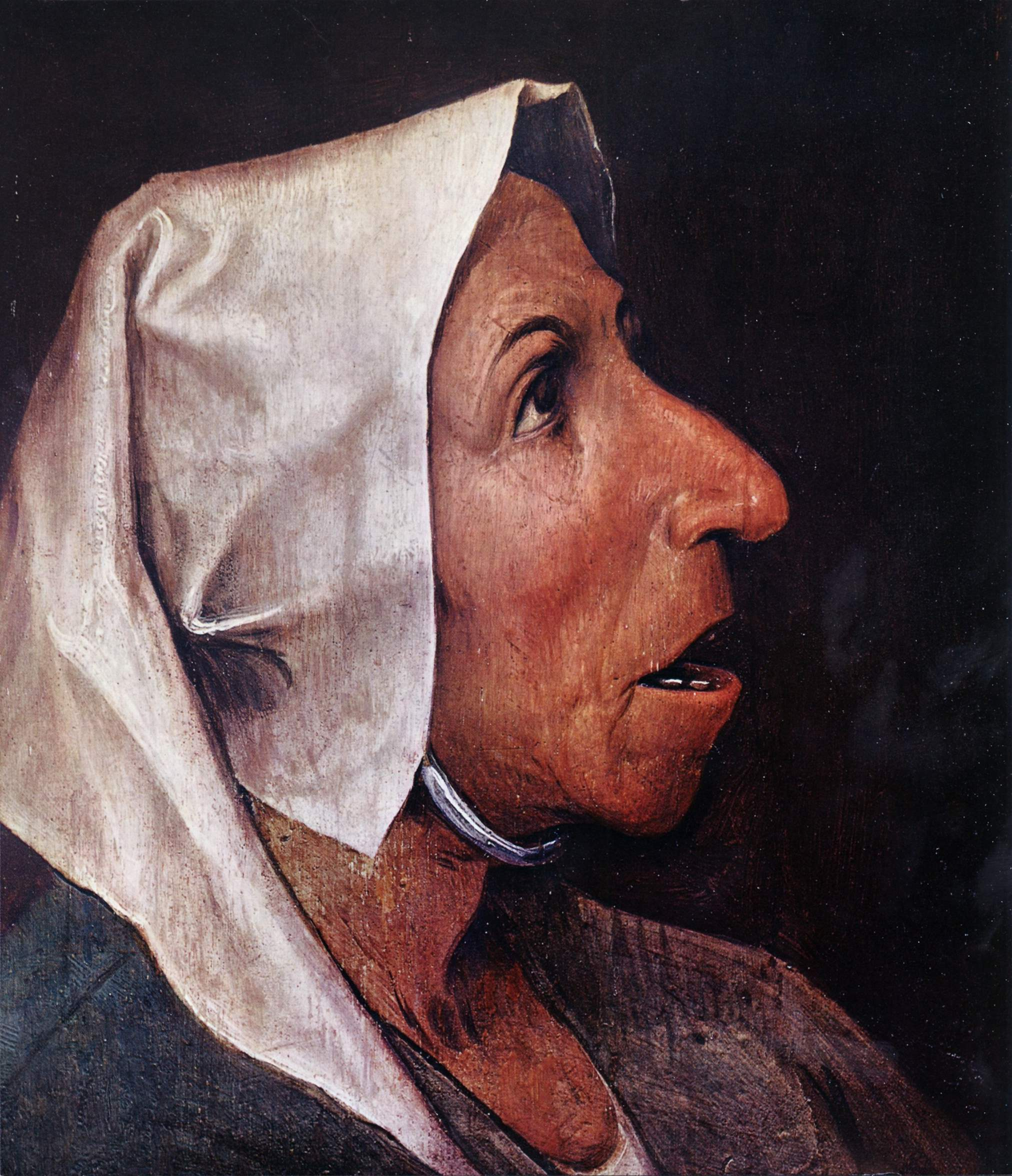
Een oude boerin door Pieter Bruegel de Oude, ca. 1563.
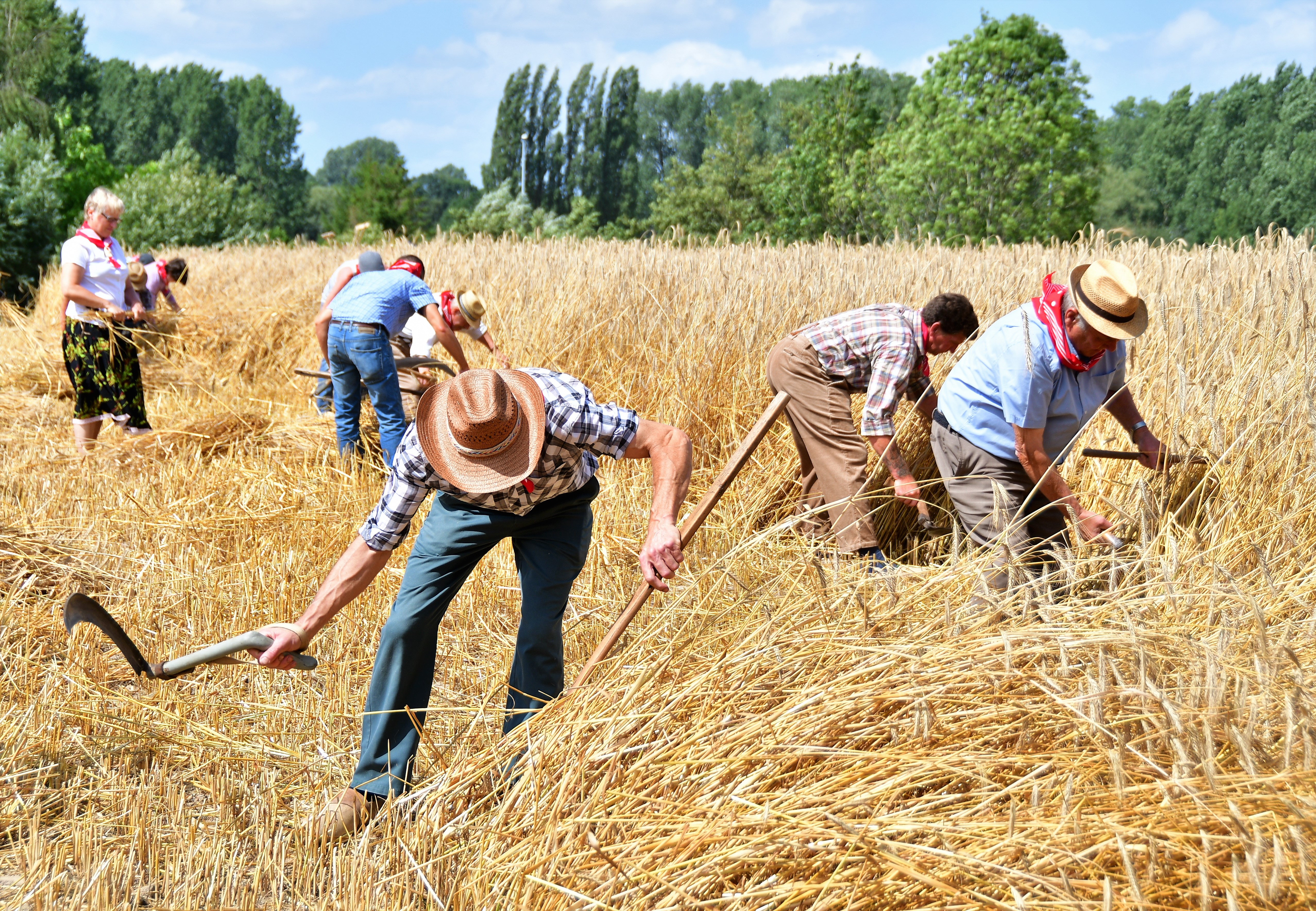
De Pikkeling (Meldert)